# Decipiphantes
Decipiphantes is een geslacht van spinnen uit de familie hangmatspinnen (Linyphiidae).

## Soorten
De volgende soorten zijn bij het geslacht ingedeeld:
- Decipiphantes decipiens (L. Koch, 1879)